# 陶永欣
陶永欣（1972年2月—），男性，汉族，中共党员，吉林省柳河县人，中华人民共和国政治人物。

## 生平
陶永欣曾担任中国国际贸易促进委员会深圳委员会副主任，2015年出任中共坪山新区党工委委员、副书记，管委会主任，在此期间，坪山新区转设为坪山区，并于2017年1月当选深圳市坪山区人民政府首任区长。2018年6月，陶氏升任中共坪山区委书记。
2021年5月，陶永欣升任深圳市人民政府副市长，并继续兼任坪山区委书记，期间獲中共中央組織部授予「全國優秀縣委書記」稱號。同年10月，转任中共深圳市委常委、市委秘书长。2023年11月，转任深圳市人民政府常务副市长。